# Historisch besef
Onder historisch besef wordt doorgaans verstaan het vermogen om zich rekenschap te geven van de historische achtergronden van het eigen denken en handelen en dat van anderen.

## Begrip
Onder historisch besef kan worden verstaan:
- 1. Het bewustzijn van het historisch karakter van ieder menselijk bestaan, menselijke culturen en instituties en menselijke kennis.
- 2. Het beeld dat men van de geschiedenis van de mensheid in haar totaliteit heeft.
- 3. De herinnering van een cultuur, een groep of een persoon. Voor het eerste wordt ook wel de term cultureel geheugen gebruikt.

In dit artikel staat de derde betekenis van historisch besef centraal.
Het historisch besef van de enkeling wordt gekleurd door diens omgeving, die op haar beurt weer wordt bepaald door ervaringen, belangen, waarderingen en beperkte waarnemingen.
Zo konden de Europeanen door hun militaire overwicht en hun christelijke achtergrond niet de eigen waarde van de vreemde culturen in Afrika en Amerika zien. Omdat hun voorgeschiedenis onbekend was, zagen de Europeanen de gedwongen aanpassing aan de westerse cultuur en de economische uitbuiting als middelen om de “wilden” te laten deelnemen aan de Europese beschaving en niet als de vernietiging van de inheemse culturen.
Daartegenover beseften de Chinezen niet dat hun optreden in Oost-Afrika, dat zij nog voor de Iberische ontdekkingsreizen in groten getale bezochten, hen tot concurrenten van de Europese ondernemingen maakte. Op die manier leek hun vernietiging van hun zeevloot ten gunste van de bouw van de Chinese Muur tegen de barbaren een verstandige beslissing.
Ten slotte verschilt het huidige Europese historisch besef van het Noord-Amerikaanse doordat het weet heeft van het bestaan van kleine naties en doordat ook buiten de kring van de historici de periode voor 1650 van belang is omdat de leefomgeving talrijke sporen uit de Middeleeuwen en de vroeg-moderne tijd bevat.
Om in Europa meer het besef van een gemeenschappelijke Europese geschiedenis en in Noord-Amerika meer bewustzijn van de precolumbiaanse periode te doen doordringen zou een specifieke geschiedenispolitiek nodig zijn. Met name in totalitaire staten zijn uitwassen van een geschiedenispolitiek te vinden, die reiken van een ideologische vervorming van het verleden tot een volledige verwijdering van alles dat herinnert aan onwelgevallige personen en gebeurtenissen, de damnatio memoriae.
Hiertegenover staat de doelstelling van het geschiedenisonderwijs om een historisch besef te vormen dat vanuit meerdere standpunten en perspectieven een zo volledig mogelijk beeld van het veelkleurige verleden heeft. Naast het onderwijs kunnen ook educatieve afdelingen van musea en andere vormende activiteiten hierbij een rol spelen.

## Dimensies van het historisch besef
Tot een volledig gevormd historisch besef behoren volgens de Duitse auteur Pandel zeven dimensies:
- 1. Tijdsbesef: het vermogen om te onderscheiden tussen verleden, heden en toekomst en om de historische waarde van een periode te herkennen.
- 2. Realiteitsbesef: gevoel voor het verschil tussen feit en fictie.
- 3. Besef van historiciteit: besef van het verschil tussen statische en veranderlijke dingen.
- 4. Identititeitsbesef: het bewustzijn te behoren tot een groep en de mogelijkheid om te rekenen met het feit dat anderen tot een andere groep kunnen behoren.
- 5. Politiek besef: inzicht in machtsstructuren en deelbelangen.
- 6. Economisch-sociaal besef: herkenning van economische en sociale ongelijkheid.
- 7. Moreel besef: de mogelijkheid om vroegere waarden en normen te reconstrueren zonder in een totaal relativisme te vervallen of het eigen oordeel terzijde te schuiven.

Aan deze lijst kunnen eventueel ook nog andere dimensies worden toegevoegd:
- 8. Gender-besef. Het besef dat de verhoudingen tussen de seksen niet altijd op dezelfde wijze geregeld waren en zijn.[2]
- 9. Besef van standplaatsgebondenheid. Dit houdt in dat men zich realiseert dat de geschiedenis altijd vanuit een bijzonder standpunt wordt waargenomen (bijvoorbeeld vanuit dat van de heerser of de geregeerde, van de rijke of de arme, van de autochtoon of de allochtoon, van binnenuit of van buitenaf) en dat men zich ook in deze verschillende standpunten kan verplaatsen.[3]

## Grenzen van ruimte en tijd
Het historisch besef kan alleen gebaseerd zijn op wat binnen de grenzen van de kenbare ruimte en tijd ligt. Deze grenzen lagen voor de heersers in de Oudheid met hun goede nieuwsvoorziening ruimer dan in de Europese Middeleeuwen. Tot de Nieuwe Tijd waren deze het wijdst in het Mongoolse rijk. Door de verbeterde verspreidingstechnieken groeiden, eerst voor de heersende klasse en daarna voor de gehele bevolking, de kenbare wereld en tijd zodanig dat arbeiders in Siberië eerder op de hoogte waren van de aanslagen op het World Trade Center dan de Amerikaanse president. Het hedendaagse besef van de gelijktijdigheid van de ontwikkelingen in de gehele wereld betekent echter niet dat er ook vroeger al een wereldomvattende historische ruimte was.